# Alessandra Canale
Alessandra Canale (n. 31 octombrie 1963, Formia, Lazio, Italia) este o crainică de televiziune, prezentatoare TV și actriță italiană.

## Biografie
În 1981 a participat la concursul Miss Italia și apoi a absolvit literele și dreptul la Universitatea Sapienza din Roma. Până în 1986 a participat ca actriță în rol secundar în mai multe filme italiene de comedie sexy.

## Carieră
La 20 noiembrie 1983, a fost angajată de RAI ca crainică la biroul din Roma și apoi a fost angajată permanent ca prezentatoare.
La 20 septembrie 2003 a făcut ultimul său anunț în prime-time pe Rai 2, iar la final a izbucnit în lacrimi exclamând: Vă iubesc pe toți. Faptul a provocat controverse, iar presa a relatat în zilele următoare că Canale și alte prezentatoare doreau să dea în judecată.
La 1 mai 2010 a revenit la Rai 2, iar în vara aceluiași an a avut ocazia să prezinte emisiunea culinară Capotavola, difuzată sâmbăta dimineața. La 11 ianuarie 2013, după o absență de zece ani de la Rai 3, a făcut două anunțuri de urgență pe această rețea cu ocazia morții Mariangelei Melato, înlocuind-o pe Sarita Agnes Rossi. La 9 septembrie 2014 a făcut un alt anunț la Rai 3, dar rolul său de prezentatoare de televiziune s-a încheiat în mai 2016. 
Din 23 august 2016 s-a alăturat structurii Rai Pubblica Utilità, prezentând coloanele Rai CCISS (acum Rai Mobilità).

## Viață personală
Unele surse este considerată nepoata Giannei Maria Canale, în timp ce altele susțin că nu există nicio legătură între cele două. Ea a avut o relație cu omul de afaceri Amedeo Matacena, cu care a avut un fiu în 1995, iar în 2013 s-a căsătorit cu procurorul Antonio Caliendo.

## Filmografie selectivă
- Miss Italia (1981) - concurentă
- Pierino il fichissimo (1981) - noua soție al lui Arturo
- Giovani, belle... probabilmente ricche (1982) - Gianna, asistenta lui Gabriele
- W la foca! (1982) - crainica
- Delitto al Blue Gay (1984)
- Miami Golem (1985)
- Aventura lui Hercule (1985) - Deianira
- Senza scrupoli (1986)